# Federico Astort
Federico Astort (Espanya, 1837) fou cantant i mestre de cant a l'Institut Verdi de Montevideo des de l'any 1880 fins a la seva defunció (Montevideo, 26-12-1903).

## Biografia
Va iniciar la seva formació musical a Barcelona, als centres corals de Catalunya immortalitzats pel musico-poeta José Anselino Clavé. En 1858, es va traslladar a Itàlia amb el propòsit de perfeccionar els seus estudis. Allí es va sentir profundament inspirat per la lluita del poble italià per aconseguir la seva unitat, la qual cosa el va portar a unir-se a les forces de Garibaldi i participar activament en les campanyes de Sicília i Nàpols.
L'any 1864 va tornar a Espanya i va començar la seva trajectòria com a cantant, actuant en diversos teatres de Madrid, Barcelona i altres ciutats importants del país. L'any 1867 va arribar a Montevideo agafant el càrrec de primer tenor absolut d'una destacada companyia de zarzuela que incloïa figures com Ventura Mur, Allú, Carbonell, Fábregas i Carmelo Calvo, el qual de la mateixa manera que Federico Astort es va quedar a la ciutat amb un propòsit artístic i educacional.
El 1874 va viatjar novament a Espanya, on va suggerir al seu germà, un editor de llibres, la idea de publicar una "Historia del Nuevo Continente". Aquesta finalment es va publicar en dos volums amb el nom de "La historia de América", de la mà de l'estadista Francisco P. Margall.
Tenim constància que va ser amic personal d'Eslava, Arrieta, Gaztambide, Barbieri i Bretón.
Des de l'any 1880 fins a la seva mort (Montevideo, 26-12-1903) es va dedicar a l'ensenyament de cant a l'Institut Verdi, sota la direcció de Luis Sambucetti. Allà va establir una estreta amistat amb el professor Matías Alonso Criado, el qual amb motiu de l'homenatge de la seva mort va imprimir tot un seguit de tríptics en els quals va fer memòria dels aspectes més rellevants del seu transcurs com a cantant i mestre que van acompanyar un concert vocal i instrumental fet també en el seu honor.